# 和順松氏
和順松氏（ファスンソンし、朝鮮語: 화순송씨）は、朝鮮の氏族の一つ。本貫は全羅南道和順郡である。2000年調査では、4643人であった。一方、2015年の調査では5人未満となる。
日本で孤児であった松吉晩は幼少時に釜山に住んでおり、母を探して1946年、18歳の時に帰還船に乗って釜山を訪れた。親の姓氏が分からないため、1959年の無戸籍者自進申告の時に、日本で名乗っていた「松本」姓から「本」を減らして松氏として申告し、和順松氏となった。ただし、松吉晩の正確な本貫は明らかではなく、また和順松氏の始祖は松吉晩ではないことに注意が必要である。
また、自分が日系であることを知られたくなかった多くの在韓日本人の松本氏が松氏を名乗った。